# Princess (Pia Mia)
Princess è un singolo della cantante statunitense Pia Mia, pubblicato il 15 maggio 2020 su etichetta Republic Records.

## Video musicale
Il videoclip della canzone, girato su FaceTime in isolamento a causa della pandemia di Covid-19, è stato reso disponibile in concomitanza con l'uscita del singolo.